# 馬提亞斯·卡洛斯·舒茲
馬提亞斯·卡洛斯·舒茲（1982年2月12日—）是一名阿根廷手球運動員，曾代表國家參加2012年倫敦奧運的男子手球比賽，並未獲得獎牌。他也参加了2007年、2011年、2015年和2019年泛美运动会，共获得两枚金牌和两枚银牌。